# Harry Kurschat
Harry Kurschat (* 3. November 1930 in Berlin; † 21. Januar 2022 ebenda) war ein deutscher Weltergewichtsboxer. 1956 gewann er Silber bei den Olympischen Spielen. Als Amateur gehörte er den Neuköllner Sportfreunden an, aus denen zuvor Günther Heidemann und später Oktay Urkal hervorgingen.

## Amateur
Kurschat, der in Berlin-Kreuzberg zur Welt kam, war dreimaliger deutscher Meister im Leichtgewicht (1953, 1954, 1956). Im Jahr 1955 wurde er in West-Berlin Europameister. 1956 gewann Kurschat bei den Olympischen Spielen in Melbourne die Silbermedaille im Leichtgewicht. Das Finale verlor er gegen den Briten Richard McTaggart. Für den Gewinn der Silbermedaille erhielt er vom Bundespräsidenten am 21. Januar 1957 das Silberne Lorbeerblatt.

## Profi
1958 wurde er Profi. Seine ersten dreizehn Kämpfe gewann er. Kurschat unternahm drei Anläufe auf den deutschen Meistertitel im Weltergewicht, bei denen er allerdings jeweils scheiterte. Im März 1959 gelang ihm gegen Rudi Langer nur ein Unentschieden, im Januar 1960 unterlag er Conny Rudhof nach Punkten. Im März 1961 traf er wieder auf Rudhof, diesmal verlor er den Kampf durch technischen K. o. in der neunten Runde.